# Conferência Mundial Pentecostal
A Conferência Pentecostal Mundial é uma organização internacional de igrejas  Pentecostais. Sua sede fica em Kuala Lumpur, na Malásia. Ela se reúne a cada três anos. 

## História
A primeira conferência foi realizada em 1947, em Zurique, Suíça. Este encontro foi organizado pelo pastor suíço Leonard Steiner, que foi assistido por David du Plessis. 
Posteriormente, a conferência foi organizada a cada três anos em várias grandes cidades do mundo. 
Desde então, a conferência se reuniu em Paris, França (1949); Londres, Inglaterra (1952); Estocolmo, Suécia (1955); Toronto, Ontario (1958); Jerusalém, Israel (1961); Helsinki, Finlândia (1964); Rio de Janeiro, Brasil (1967); Dallas, Texas (1970); Seul, Coreia do Sul (1973); Londres, Inglaterra (1976); Vancouver, British Columbia (1979); Nairobi, Quênia (1982); Zurique, Suíça (1985); Singapura (1989); Oslo, Noruega (1992); Jerusalém, Israel (1995); Seul, Coreia do Sul (1998) e Los Angeles, Califórnia (2001). A reunião em  Los Angeles foi convocada em comemoração ao Avivamento da Rua Azusa. A 20° Conferência reuniu-se em 20 Joanesburgo, África do Sul, em 2004.

## Estatísticas
A partir de 2023, a organização tem 76 denominações pentecostais membros em 47 países.